# 17 Łotewski Batalion Schutzmannschaft Vidzeme
17 Łotewski Batalion Schutzmannschaft „Vidzeme” (niem.  17 Lettische Schutzmannschafts Bataillon „Vidzeme”) – kolaboracyjny pomocniczy oddział policyjny złożony z Łotyszy podczas II wojny światowej

## Historia
Został utworzony 21 grudnia 1941 r. w Rydze. Na jego czele stanął kpt. F. Skraujas. Łotysze cierpieli początkowo na niedostatki uzbrojenia i umundurowania, ale zostało to rozwiązane przez Niemców do końca grudnia. Na dostarczonych mundurach znajdowały się tarczki w narodowych barwach łotewskich, co podniosło morale policjantów. Batalion liczył 10 oficerów, 47 podoficerów i 279 szeregowców. 28 grudnia Łotysze wyjechali z Rygi w rejon Połocka. Przez pierwszy miesiąc prowadzono szkolenie. W międzyczasie 9 stycznia 1942 r. batalion został oficjalnie nazwany 17 Lettische Schutzmannschafts Bataillon "Vidzeme". Po przeszkoleniu Łotysze rozpoczęli służbę policyjną w rejonie Połock-Witebsk. Jednym z głównych zadań było zwalczanie partyzantów. Ponadto Łotysze mordowali Żydów i cywili sprzyjających partyzantom. Batalion był bezpośrednio podporządkowany Wyższemu Dowódcy SS i Policji Russland Mitte. W maju batalion został przetransportowany do Dniepropietrowska. Na okupowanej Ukrainie prowadził takie same działania, co wcześniej. Poniósł duże straty. Pod koniec kwietnia 1943 r. został przeniesiony z Kijowa do Owrucza, gdzie jego resztki weszły w skład 25 Łotewskiego Batalionu  Schutzmannschaft "Abavas".